# Inibidor direto do fator Xa

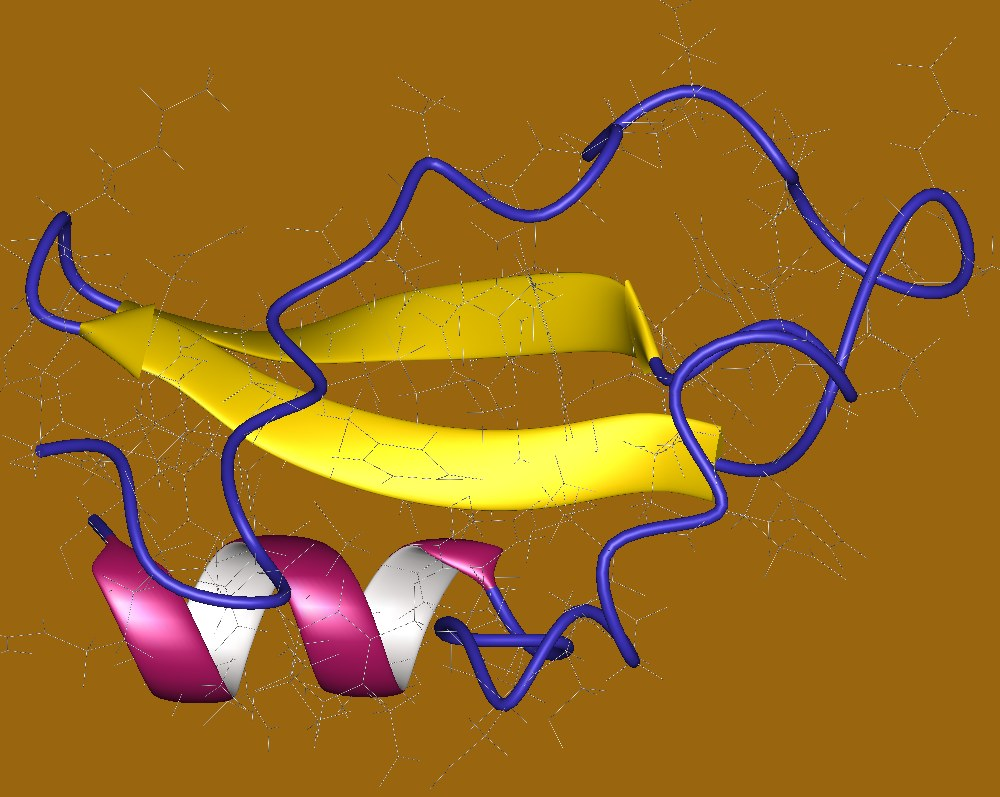
Inibidor do fator Xa, Ornithodoros moubata.

Os inibidores diretos do fator Xa, conhecidos como "xabans", são uma nova classe de fármacos antitrombóticos que agem diretamente sobre o Fator X na cascata da coagulação, sem o uso de antitrombina como mediador.